# Lupicino di Lione
Lupicino (... – Lione, V secolo) è stato il 21º vescovo di Lione, vissuto nella seconda metà del V secolo, venerato come santo dalla Chiesa cattolica.
Nel più antico catalogo episcopale lionese, contenuto in un evangeliario della metà del IX secolo, e redatto attorno agli anni 799-814, il nome del vescovo Lupicino compare al 21º posto tra Paziente, successore di sant'Eucherio, e Rustico. Non sono note le date esatte del suo episcopato, che è comunque compreso tra il 474/475, ultima menzione del vescovo Paziente, e il 494/495, epoca in cui è documentato per la prima volta il successore Rustico. Un altro antico catalogo, riportato da Hugues di Flavigny nella sua Chronica universalis, aggiunge questa nota storica: S. Lupicinus, tempore wandalicae persecutionis.
La sua tomba si trovava nella basilica di San Giusto, fuori le mura cittadine. Secondo un verbale redatto nel 1288, la popolazione si recava in processione sulla sua tomba il giorno anniversario della sua morte. La chiesa fu distrutta nel corso del XVI secolo e le sue reliquie andarono perse.
La più antica attestazione del vescovo Lupicino si trova nel Martirologio geronimiano (V-VI secolo), dove la sua celebrazione è posta al 3 febbraio con queste parole: Lugduno depositio beati Lupicini episcopi. Dal Martirologio geronimiano la sua commemorazione passò nel Martirologio Romano redatto dal Baronio, il quale aggiunse a Lupicino anche il nome del vescovo Felice, ignoto ai cataloghi episcopali lionesi. Con la riforma del Martirologio Romano a norma dei decreti del Concilio Vaticano II, è stato escluso lo pseudo-vescovo Felice, mentre Lupicino è ricordato con queste parole: